# Il pane nudo (colonna sonora)
Il pane nudo è la colonna sonora composta da Safy Boutella per il film omonimo di Rachid Benhadj, a sua volta ispirato al romanzo autobiografico dallo stesso titolo di Mohamed Choukri.

## Tracce
1. "Salafa" (2 min : 23 s)
2. "Savoir Révélation" (2 min : 38 s)
3. "La dispute" (1 min : 35 s)
4. "L'appel" (2 min : 14 s)
5. "Fuite Momo" (1 min : 16 s)
6. "Générique fin" (3 min : 34 s)
7. "Errance" (2 min : 32 s)
8. "Espoir" (2 min : 22 s)
9. "Violence père" (2 min : 11 s)
10. "Premiers désirs" (2 min : 27 s)
11. "Harouda" (1 min : 51 s)
12. "La séparation" (2 min : 13 s)
13. "Mort petit frère" (1 min : 35 s)
14. "Racines" (3 min : 52 s)
15. "Le banquet" (2 min : 14 s)
16. "Tanger" (4 min : 00 s)
17. "Tourments" (1 min : 58 s)
18. "Souvenirs" (2 min : 14 s)